# Sarah Caldwell
Sarah Caldwell (6 de março de 1924 - 23 de março de 2006) foi uma notável maestrina, empresária, diretora de companhia operística estadunidense.

## Biografia
Caldwell nasceu em Maryville, Missouri e cresceu em Fayetteville, Arkansas. Ela foi uma criança prodígio e com apenas dez anos de idade já apresentava-se publicamente. Ela estudou no Fayetteville High School. Ela venceu um prêmio e ganhou uma bolsa de estudos de viola no Centro de Música Berkshire em 1946. Em 1947 ela estagiou com Riders to the Sea de Vaughan Williams. Por onze anos ela serviu como assistente chefe de Boris Goldovsky.
Caldwell mudou-se para Boston, Massachusetts em 1952 e tornou-se a cabeça da Universidade de Boston. Em 1957 ela começou na Companhia de Ópera de Boston onde ela comandou em óperas, estabelecendo sua reputação como produtora de obras difíceis. Em 1976, Caldwell tornou-se a primeira mulher a conduzir no Metropolitan Opera. Ela apareceu com a Filarmônica de Nova Iorque, com a Orquestra Sinfônica de Pittsburgh e com a Orquestra Sinfônica de Boston.
Caldwell faleceu aos oitenta e dois anos no Centro Médico Maine em Portland, devido a um ataque do coração.

## Gravações
- Donizetti: Don Pasquale (Beverly Sills, Alfredo Kraus)
- Rossini: Il Barbiere di Siviglia (Beverly Sills, Leontyne Price)